# Coupe d'Andalousie de football
 (août 2019).
Si vous disposez d'ouvrages ou d'articles de référence ou si vous connaissez des sites web de qualité traitant du thème abordé ici, merci de compléter l'article en donnant les références utiles à sa vérifiabilité et en les liant à la section « Notes et références ».
La Coupe d'Andalousie ou plus précisément le championnat régional d'Andalousie (Campeonato Regional de Andalucía) est une compétition régionale officielle de football organisée en Andalousie de 1915 à 1940 par la Fédération Régionale Sud (es) (nommée ensuite Fédération andalouse de football). La compétition est créée le 23 février 1915 dans le but de structurer et d'organiser le football en Andalousie. 
Les trois premières versions de la coupe d'Andalousie sont organisées avec un système de coupe. À partir de la saison 1918/1919, la coupe d'Andalousie prend un format de ligue. Le vainqueur de la coupe d'Andalousie se qualifie pour jouer la coupe d'Espagne avec les champions des autres fédérations régionales. À compter de la saison 1925/1926, le deuxième du championnat se qualifie aussi pour jouer la coupe d'Espagne.
La coupe d'Andalousie est jouée 20 fois entre 1915 et 1940. Le FC Séville domine la compétition avec 17 titres gagnés.

## Palmarès
| Saison    | Champion             | Deuxième             |
| --------- | -------------------- | -------------------- |
| 1915/1916 | Español FC           | FC Séville           |
| 1916/1917 | FC Séville           | Recreativo de Huelva |
| 1917/1918 | Recreativo de Huelva | FC Séville           |
| 1918/1919 | FC Séville           | Recreativo de Huelva |
| 1919/1920 | FC Séville           | Real Betis Balompié  |
| 1920/1921 | FC Séville           | Real Betis Balompié  |
| 1921/1922 | FC Séville           | Español FC           |
| 1922/1923 | FC Séville           | Real Betis Balompié  |
| 1923/1924 | FC Séville           | Real Betis Balompié  |
| 1924/1925 | FC Séville           | Real Betis Balompié  |
| 1925/1926 | FC Séville           | Real Betis Balompié  |
| 1926/1927 | FC Séville           | Real Betis Balompié  |
| 1927/1928 | Real Betis Balompié  | FC Séville           |
| 1928/1929 | FC Séville           | Real Betis Balompié  |
| 1929/1930 | FC Séville           | Real Betis Balompié  |
| 1930/1931 | FC Séville           | Real Betis Balompié  |
| 1931/1932 | FC Séville           | Real Betis Balompié  |
| 1935/1936 | FC Séville           | Xerez CF             |
| 1938/1939 | FC Séville           | Real Betis Balompié  |
| 1939/1940 | FC Séville           | Real Betis Balompié  |

### Bilan
| Club                 | Champion | Vice-champion |
| -------------------- | -------- | ------------- |
| FC Séville           | 17       | 3             |
| Real Betis Balompié  | 1        | 13            |
| Recreativo de Huelva | 1        | 2             |
| Español FC           | 1        | 1             |
| Xerez CF             |          | 1             |